# Vlag van Wisconsin
De vlag van Wisconsin toont het wapen van Wisconsin met daarboven de naam van de staat en eronder het jaartal 1848.
De vlag werd voor het eerst ontworpen in 1863 voor regimenten uit Wisconsin die in de Amerikaanse Burgeroorlog vochten en graag een eigen vlag wilden. De vlag werd in de jaren erna een aantal maal op details aangepast. De huidige vlag werd op 29 april 1913 aangenomen, maar nog zonder de naam van de staat en het jaartal. Beide werden op 1 mei 1981 toegevoegd, om verwarring met de vlag van New York te voorkomen.
In 1975 werden er staatsvlaggen verkocht met daarop ten onrechte de staatszegel in plaats van het staatswapen. Staatssecretaris van Wisconsin Douglas J. La Follette merkte op dat de correcte staatsvlag niet de banier van dertien sterren onderaan had.

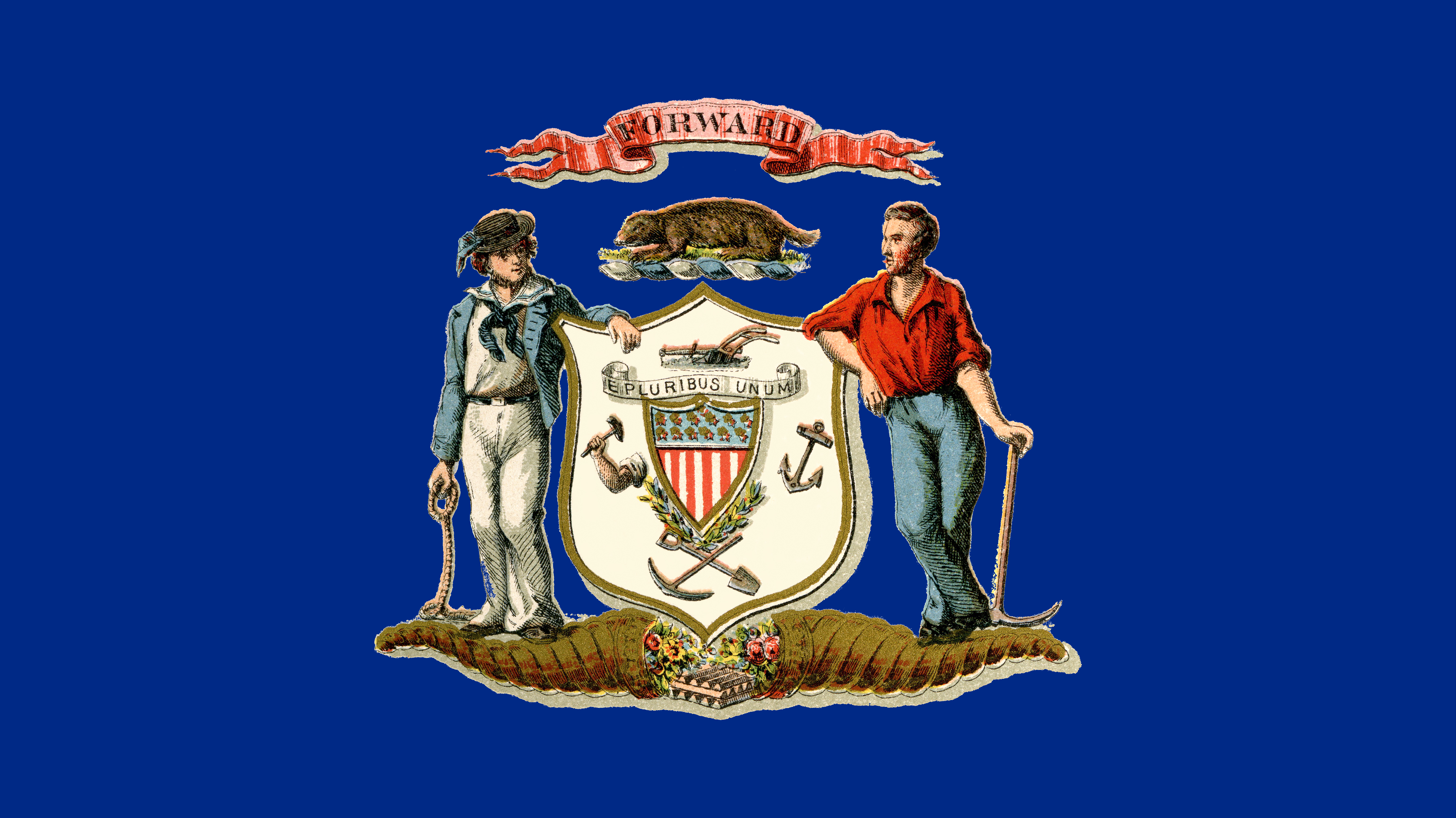
?Onofficiële vlag van Wisconsin (1866-1913)
?Vlag van Wisconsin (1913-1981)
?Onofficiële variant op de vlag van Wisconsin met de zegel in het midden van de vlag (1975-1981)

## Beschrijving
Centraal op de vlag staat het wapen van de staat. Boven het wapen staat er Wisconsin en eronder 1848, het jaar waarop de staat zich bij de Verenigde Staten voegde. Bovenaan in het wapen staat er een das met daaronder een lint met daarin het woord Forward. In het wapen zelf vinden we terug: een ploeg (linksboven), die de landbouw symboliseert, een schop en een houweel (rechtsboven) voor de mijnbouw, een arm en hamer (linksonder) die de arbeid symboliseren en een anker (rechtsonder) dat de scheepvaart symboliseert.
Centraal in het wapen vinden we het wapen van de Verenigde Staten terug met de Latijnse woorden E Pluribus Unum. Twee mannen ondersteunen het schild, een yeoman en een marinier. Beide verwijzen ze respectievelijk naar het werk op land en zee. Ten slotte vinden we onder het wapen een Hoorn des overvloeds en 13 loden gietelingen respectievelijk verwijzend naar voorspoed en naar zowel de 13 eerste staten van de VS als ook naar minerale rijkdom.